# Black Heart Inertia
"Black Heart Inertia" é uma canção escrita por Brandon Boyd, Mike Einziger, Ben Kenney, Chris Kilmore e  Jose Pasillas, gravada pela banda Incubus.
É o primeiro single do álbum dos melhores êxitos Monuments and Melodies de 2009.

## Desempenho nas paradas musicais
| Ano  | Parada musical                              | Posição |
| ---- | ------------------------------------------- | ------- |
| 2009 | Estados Unidos - Hot Mainstream Rock Tracks | 34      |
| 2009 | Estados Unidos - Alternative Songs          | 7       |